# Джон Форначон
Джон Шарль Маклеод Форначо́н (англ. John Charles Macleod Fornachon; нар. 28 грудня 1905, Вейвілл — пом. 25 серпня 1968, Аделаїда) — австралійський вчений-енолог, фахівець з мікробіології вина; член Американського товариства енологів з 1951 року. 

## Біографія
Народився 28 грудня 1905 року у Вейвіллі, передмісті Аделаїди (штат Південна Австралія, Австралія). Був третім сином Чарльза Луїса Фернана Форнашона, інженера-електрика, вихідця із Швейцарії. Здобув освіту в державній школі «Золотий гай» та Коледжній школі Святого Петра. У 1922 році поступив до сільськогосподарського коледжу в Розуорті, де вивчав енологію та виноградарство. З 1934 року працював в університеті в Аделаїді. З 1945 року очолював енологічну секцію Австралійської ради з наукових і промислових досліджень. З 1955 рок і до смерті був директором Австралійського інституту по дослідженню вин у Глен-Осмонді.
Помер від інфаркту міокарда 25 серпня 1968 року в Королівській лікарні в Аделаїді і був кремований.

## Наукова діяльність
Основним напрямком наукової діяльності вченого було виділення і характеристика мікроорганізмів, що мають значення для виноробства вина; дослідження в області формування вин типу хересу, яблучно-молочного бродіння вин.

## Вшануквання пам'яті
На честь Джона Форначона названа бібліотека при Австралійському науково-дослідному інституті вина.